# Allen Fairhall

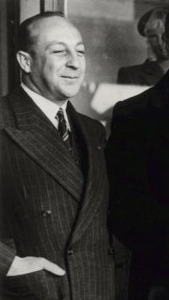
Allen Fairhall

Sir Allen Fairhall, FRSA (* 24. November 1909 in Morpeth, Maitland City; † 3. November 2006 in Newcastle, New South Wales) war ein australischer Rundfunkpionier und Politiker.

## Schul- und Berufsausbildung
Nachdem er die East Maitland Boys Highschool verlassen hatte, absolvierte er eine Ausbildung zum Elektromonteur in der Walsh-Island-Werft in Newcastle. Nachdem er einige Berufserfahrung gesammelt hatte, vollendete er seine schulische Bildung am Newcastle Technical College.

## Rundfunkpionier
Noch während seiner Schulzeit begann sein Interesse für Radio und Funk, und so erwarb er bereits 1927 eine Amateurfunklizenz. 1929 startete er Sonntagsmusikshow im Radio aus seinem Haus mit einem Grammophon und ausgeliehenen Schallplatten. Später nahm er Werbespots in sein Radioprogramm und erwirtschaftete somit ein Zusatzeinkommen in der Zeit der Weltwirtschaftskrise. 1931 gründete er die kommerzielle Radiostation 2 KO Newcastle, die später zu einer der führenden australischen Provinzradiostationen wurde. Als Australien 1941 den Alliierten Streitkräften im Zweiten Weltkrieg beitrat, wurde er vom Munitionsministerium zum Leitenden Ingenieur der Radio- und Funkversorgungsabteilung für New South Wales ernannt. In dieser Funktion war er drei Jahre als Honorarkraft verantwortlich für die Produktion für Radio- und Funkausrüstung der Streitkräfte. 1942 wurde er Präsident der Vereinigung der kommerziellen Radiostationen Australiens. 1947 verkaufte er seine Anteilte an der 2 KO Newcastle Broadcasting Co. Ltd. und gründete eine Milchviehfarm in Trevallyn.

## Ratsherr, Abgeordneter und Minister
Von 1941 bis 1944 war er Ratsherr des Stadtrates von Newcastle und zugleich Beauftragter für den zivilen Katastrophenschutz.
1949 wurde Allen Fairhall erstmals in das australische Bundesparlament gewählt und vertrat dort bis zu seinem Rücktritt am 12. November 1969 die Interessen der Liberalen Partei des Wahlkreises Paterson in New South Wales. 1954 gehörte er als erster „Hinterbänkler“ einer australischen Delegation zur UN-Vollversammlung an. 1956 war er nach einer Flutkatastrophe Gründungsdirektor der Hunter Valley Research Foundation. Von 1958 bis 1961 war er Vorsitzender des Parlamentsausschusses für öffentliche Arbeiten.
1956 wurde er von Premierminister Robert Menzies zum Minister für Inneres und Arbeit berufen. Am 22. Dezember 1961 wurde er Minister für Versorgung und übernahm dieses Amt auch nach der Wiederwahl von Menzies 1963.
Nach dem Rücktritt von Menzies und der Wahl von Harold Holt zum Premierminister berief ihn dieser am 22. Januar 1966 zum Verteidigungsminister, und er behielt dieses Amt auch nach der Wahl vom November 1966. Im Oktober 1966 begleitete Fairhall Premierminister Holt und Außenminister Paul Hasluck zum Gipfeltreffen nach Manila zur Zukunft von Südvietnam und des Vietnamkrieges.
Nach dem tödlichen Badeunfall von Holt am 17. Dezember 1967 wurde Fairhall auch vom Übergangs-Premierminister John McEwen am 20. Dezember 1967 sowie vom liberalen Premierminister John Grey Gorton am 10. Januar 1968 zum Verteidigungsminister berufen. Nach einer Krankheit trat er im August 1969 als Verteidigungsminister zurück. In der Presse wurde sein Rückzug aus der Politik damals bedauert.

## Auszeichnungen
Für seinen Einsatz in der Nachrichtentechnik wurde Fairhall zum Ehrenmitglied des Australischen Rundfunkinstitutes und der Vereinigung der Radio- und Elektronikingenieure sowie 1966 zum Doktor der Wissenschaften honoris causa der Universität von New South Wales ernannt.
1970 wurde er zum Knight Commander des Order of the British Empire (KBE) geschlagen und somit „Sir“.

## Wirtschaftliche Tätigkeiten
Bald nach dem Rückzug aus der Politik erwarb Sir Allen Fairhall den Cambridge Press Verlag von New South Wales und baute diesen zusammen mit seinem Sohn nach dem Kauf einer Druckerei zu einem Familienunternehmen aus.